# Aspericorvina jubata
Aspericorvina jubata és una espècie de peix de la família dels esciènids i de l'ordre dels perciformes.

## Morfologia
- Els mascles poden assolir 16 cm de longitud total.[4][5]

## Hàbitat
És un peix de clima tropical i bentopelàgic.

## Distribució geogràfica
Es troba al Golf de Tailàndia, Sumatra, Borneo, Sulawesi i Malàisia.

## Observacions
És inofensiu per als humans.